# Johann Jakob Mezger
Johann Jakob Mezger (* 10. November 1817 in Siblingen; † 2. Januar 1893 in Neuhausen am Rheinfall) war ein Schweizer evangelischer Geistlicher und Heimatforscher.

## Leben

### Familie
Johann Jakob Mezger war der Sohn des gleichnamigen Pfarrers Johann Jakob Mezger (* 28. März 1783 in Schaffhausen; † 18. Juni 1853 in Wagenhausen) und dessen Ehefrau Anna (1793–1863), Tochter des Zürcher Pfarrers und Kirchenrates Oeri in Wil; er hatte noch drei weitere Schwestern.
Er heiratete im Sommer 1848 Susanna (geb. Oschwald) (1820–1871). Von ihren Kindern ist namentlich bekannt:
- Johann Conrad Mezger, Pfarrer in Gächlingen und Schwiegersohn von Johann Wilhelm Veith (1758–1833), Antistes in Schaffhausen.[2]

### Ausbildung
Er besuchte von Wagenhausen aus, wohin sein Vater 1828 versetzt worden war, die Realschule in Stein am Rhein und kam Ostern 1835 an das Gymnasium (heute: Kantonsschule Schaffhausen) und 1837 an das Collegium humanitatis in Schaffhausen. Nach dem Besuch der Schule immatrikulierte er sich im April 1839 für ein Theologiestudium an der Universität Tübingen, wo er unter anderem die kirchengeschichtlichen Vorlesungen von Ferdinand Christian Baur hörte, und setzte das Studium im Herbst 1840 an der Universität Bonn fort. Dorthin reiste er über Frankfurt am Main und besuchte die mit seinem Vater eng befreundete Familie de Neuville. Während seines Aufenthaltes wurde er von seinem ehemaligen Schulkameraden dem Buchhändler Friedrich Hurter (1821–1868), in eine Mittwochsgesellschaft eingeführt, dessen Mittelpunkt Johann Friedrich Böhmer war, und lernte dort den Schriftsteller Clemens Brentano, den Historiker Joseph von Aschbach, den Maler und Kunsthistoriker Johann David Passavant und den Kupferstecher Samuel Amsler kennen.
An der Universität Bonn hörte er Vorlesungen bei Karl Immanuel Nitzsch, Christian August Brandis und Friedrich Bleek. In Bonn studierten zum damaligen Zeitpunkt gemeinsam mit ihm einige Schweizer, und dank der finanziellen Unterstützung der Familie des Senators de Neuville hörte er noch ein weiteres Semester Geschichte und Kunstgeschichte; seine Studien schloss er im Frühjahr 1844 ab, worauf er eine längere Reise nach Berlin und Halle unternahm.
Während des Bonner Studiums unternahm mit dem späteren Arzt Franz von Mandach (1821–1898) und dem späteren Apotheker Karl Emil Ringk von Wildenberg (1818–1882), die ebenfalls in Bonn studierten, einige Fahrten in die Umgebung bis nach Wuppertal, wo er Verbindungen mit den Pastoren Friedrich Wilhelm Krummacher und Karl Wilhelm Moritz Snethlage anknüpfen konnte.

### Werdegang
Im Oktober 1841 kehrte er nach Wagenhausen zurück und legte 1842 sein theologisches Examen vor David Spleiss (1786–1854), Johannes Kirchhofer (1800–1869) und Daniel Schenkel ab und wurde im Frühjahr 1842 Pfarrer in Herblingen, bevor er von 1850 bis 1893 Pfarrer in Neuhausen am Rheinfall wurde; ab 1861 war er auch Antistes der Schaffhauser Kirche; er war der erste Antistes, der nach dem Kirchengesetz von 1854 nicht mehr von Amts wegen erster Pfarrer an der St. Johannskirche geworden war.
Er unterrichtete seit 1848 als Lehrer für deutsche Sprache und Literatur am Collegium humanitatis in Schaffhausen; seit 1850 erteilte er am neu organisierten Gymnasium den Unterricht in Religion.
Er war seit 1844 zugleich auch als Schulinspektor tätig. Als Stadtschulrat arbeitete er seit 1847 eng mit dem Stadtpräsidenten Hans von Ziegler (1810–1865) zusammen; 1850 wurde er Kantonsschulrat. Als Schulpräsident stand er dem Schulwesen seiner Pfarrgemeinde Neuhausen am Rheinfall vor.
1843 wurde ihm, als Nachfolger von Johann Heinrich Maurer-de Constant (1801–1869), die Leitung der Stadtbibliothek Schaffhausen übertragen. Er betreute daneben noch die Bibliothek der Gesellschaft Musis et Amicis und veröffentlichte im Osterprogramm des Gymnasiums von 1871 die Geschichte der Stadtbibliothek.
Ein Epitaph an der Kirche Neuhausen am Rheinfall erinnert an ihn.

### Geistliches Wirken
Johann Jakob Mezger bestand bei seiner Eidesleistung während der Aufnahme in das Ministerium, gemeinsam mit dem neu ans Münster gewählten Pfarrer Daniel Schenkel und Jacob Alfred Forster (1814–1889), Pfarrer in Beringen, darauf, dass ihnen zugesichert werde, die Bibel über die Helvetische Konfession stellen zu dürfen.
Er reihte sich bei den Vermittlungstheologen ein, blieb aber seiner inneren Überzeugung treu und vertrat die positive bibelgläubige Richtung; durch diese vermittelnde Haltung wurde er zum Vertrauensmann der radikalen Regierungsmitglieder. Zacharias Gysel (1818–1878) zog ihn zur Abfassung des ersten Kirchengesetzes von 1854 heran und als der Antistes Johannes Kirchhofer bei der Regierung in Ungnade fiel, wurde Johann Jakob Mezger durch den Grossen Rat zu dessen Nachfolger gewählt.
In seinem Antistitium fiel die Verwirklichung der Kirchenartikel der Bundesverfassung von 1874 in der Kantonsverfassung vom 24. März 1876, und an sie schloss sich eine Zeit der kirchlichen Verfassungskämpfe im Kanton Schaffhausen an, die zu einer konstituierenden Synode führte, deren Arbeiten aber erst nach langen Kämpfen unter dem Antistitium seines Nachfolgers zu einem Resultat führten, d. h. zum Ende der bisherigen Staatskirche im Jahre 1915 unter dem letzten Antistes.
Er wirkte, als Nachfolger von Daniel Schenkel, seit 1850 auch im Kirchenrat, und schrieb den ersten Entwurf des 1854 verabschiedeten Kirchengesetzes. Nach dem Tod von Johannes Kirchhofer wurde er 1868 zum Präsidenten der Pfarrsynode gewählt. 1872 wählte ihn die Geistlichkeit, nach dem Tod von Karl Stokar (1813–1872), zum Dekan. Er arbeitete mit in der Konkordatsprüfungsbehörde sowie in der schweizerischen Bibelübersetzungskommission und präsidierte wiederholt die schweizerische Predigergesellschaft.

### Politisches Wirken
Johann Jakob Mezger wollte nicht nur kirchenpolitisch tätig werden, sondern sich auch in der Tagespolitik beteiligen und übernahm, auf Betreiben Daniel Schenkels, am 1. Januar 1846 die Redaktion der Zeitung Schaffhauser Wochenschrift. Dieses Blatt hatte sich die Aufgabe gestellt, den Ultraradikalismus zu bekämpfen, aber zugleich eine auf friedlichem Wege zu erstrebende neue Bundesverfassung zu verteidigen. Während Daniel Schenkel die Leitartikel verfasste, schrieb er die Nachrichten und die Rundschau; allerdings legte er bereits im Juli 1847 die Redaktion wieder nieder, weil er mit Johann Heinrich Ammann, dem Redaktor der Neuen Schaffhauser Zeitung in einen Streit geriet, der ihm das «sonst so herrliche Jahr entsetzlich vergällte». Er übergab er die Redaktion an Pfarrer Karl Stokar; ein halbes Jahr später wurde das Erscheinen des Blattes eingestellt.

### Wirken als Heimatforscher
Mezger betrieb historische Forschungen zum Schaffhauser Musik-Collegium und zur Stadtbibliothek. In seiner Schrift Geschichte der deutschen Bibelübersetzungen in der Schweizerisch-Reformirten Kirche erarbeitete er einen Überblick über das zeitgenössische christliche Schrifttum im alemannischen Raum und zeigte dabei auch auf, wie es kam, das auf dem deutsch-reformierten Boden der Schweiz die lutherische, die zürcherische und die piscatorische Bibelübersetzung zur amtlichen Geltung gelangen konnten.
Am 30. Mai 1845 berichtete er im Schaffhauser Tageblatt vom Vorhandensein eines Historisch-antiquarischen Vereins, den er, gemeinsam mit dem Strafanstaltsdirektor Hans Wilhelm Harder 1856 in einen wirklichen Verein mit Statuten und Vorstand ins Leben rief, dem er dreissig Jahre vorstand und dessen Ehrenpräsident er wurde. Der Verein hatte das Ziel durch eigene Forschung, durch Vorträge und durch die Gründung einer Altertumssammlung das Interesse an der Heimat zu wecken; die Altertumsammlung wurde später an das Schaffhausener Museum zu Allerheiligen abgetreten.
Seine Forschungen veröffentlichte er mit dem 1859 erschienenen Lebensbild Johann Jakob Rüeger, Chronist von Schaffhausen, einen Bericht an den Kirchenrat 1871 über die Verhältnisse der Pfarrei Burg bei Stein am Rhein, 1878 mit der Geschichte des Musikkollegiums in Schaffhausen und 1883 in Die Stellung und die Geschicke des Kantons Schaffhausen während des Dreißigjährigen Krieges.

## Ehrungen und Auszeichnungen
- Johann Jakob Mezger wurde von der Theologischen Fakultät der Universität Zürich zum Dr. h. c. ernannt.

## Schriften (Auswahl)
- Johann Jakob Rüger, Chronist von Schaffhausen. Verlag der Fr. Hurter’schen Buchhandlung, Schaffhausen 1859.
- Der erste Bund Schaffhausens mit der Schweizerischen Eidgenossenschaft 1454. In: Schaffhauser Beiträge zur Geschichte. 1863.
- Joh. von Müllers Reise in die Schweiz zu Gunsten einer Vereinigung der schweizerischen Eidgenossenschaft mit dem deutschen Fürstenbund im Sommer 1787. Schaffhauser Beiträge zur Geschichte. 1866.
- Geschichte der Stadtbibliothek in Schaffhausen. Schaffhausen, 1871.
- Geschichte der deutschen Bibelübersetzungen in der Schweizerisch-Reformirten Kirche. Basel 1876.
- Geschichte des Musik-Collegiums in Schaffhausen. In: Schaffhauser Beiträge zur Geschichte. 1878.
- Die Stellung und die Geschicke des Kantons Schaffhausen während des Dreissigjährigen Krieges. In: Jahrbuch für schweizerische Geschichte, 9, 1884.